# Dimitri Mihalas
Dimitri Manuel Mihalas (20 mars 1939-21 novembre 2013) est un astrophysicien ayant travaillé sur les problèmes de transfert radiatif liés aux étoiles et sur la physique des plasmas.

## Biographie
Dimitri Mihalas,, a obtenu des diplômes de BSc en physique, mathématiques et astronomie à l'université de Californie à Los Angeles en 1959. Il obtient un master au California Institute of Technology en 1960, puis son BSc en 1963.
Après sa thèse, il entre à l'université de Princeton comme lecteur puis professeur assistant. Il exerce alors au département d'astrophysique.
En 1967, il rejoint l'observatoire Yerkes de l'université de Chicago.
En 1970, il va au High Altitude Observatory du National Center for Atmospheric Research à Boulder (Colorado).
En 1981, il rentre comme consultant à la Division X du Laboratoire national de Los Alamos où il restera jusqu'à la fin de sa carrière.
Il était affecté du syndrome de trouble bipolaire et a écrit divers essais sur ce problème.

## Distinctions
- Bourse de recherche pré-doctorale de la Fondation nationale pour la science (1959),
- bourse de recherche Adriaan van Maanen du California Institute of Technology (1962),
- compagnon de l'Alfred P. Sloan Foundation (1969),
- prix Helen B. Warner pour l'astronomie (1974),
- prix du National Center for Atmospheric Research (1979 et 1985),
- prix de recherche Humboldt (1984),
- membre de l'Académie nationale des sciences des États-Unis (1981),
- compagnon du Laboratoire national de Los Alamos (2004),
- membre de l'Union astronomique internationale et de l'Union américaine d'astronomie.

## Ouvrages
Ouvrages scientifiques
- (en) P. M. Routly et Dimitri Mihalas, Galactic Astronomy, W. H. Freeman and Company, 1968
- (en) Dimitri Mihalas, Stellar Atmospheres, W. H. Freeman and Company, 1971 (ISBN 0716703335)
- (en) Dimitri Mihalas et J. Binney, Galactic Astronomy: Structure and Kinematics of Galaxies, W. H. Freeman and Company, 1981 (ISBN 0716712806)
- (en) Dimitri Mihalas et Barbara Weibel-Mihalas, Foundations of Radiation Hydrodynamics, Dover, 1999 (ISBN 0486409252)
- (en) Randall J. LeVeque, Dimitri Mihalas et E. A. Dorfi, Computational Methods for Astrophysical Fluid Flow: Saas-Fee Advanced Course 27. Lecture Notes 1997 Swiss Society for Astrophysics and Astronomy, Springer, 2010 (ISBN 3642084125)
- (en) Ivan Hubeny et Dimitri Mihalas, Theory of Stellar Atmospheres: An Introduction to Astrophysical Non-equilibrium Quantitative Spectroscopic Analysis, Princeton University Press, 2014 (ISBN 0691163286)

Autres ouvrages
- (en) Dimitri Mihalas, Coming Back From The Dead, Hawk Productions, 1990
- (en) Alex Sawyer, Lucia Wainwright et Dimitri Mihalas, Trilogy in a Minor Key, Trilogy Productions, 1991
- (en) Dimitri Mihalas, Cantata for Six Lives And Continuo, Red Herring Press, 1992
- (en) Dimitri Mihalas, If I Should Die before I Wake, Hawk Productions, 1993
- (en) Dimitri Mihalas, Dream Shadows, Hawk Productions, 1994
- (en) Dimitri Mihalas, Depression and Spiritual Growth, Pendle Hill Publications, 1996
- (en) Dimitri Mihalas, Life Matters, Hawk Productions, 1995
- (en) Dimitri Mihalas, The World Is My Witness, Hawk Productions, 1997
- (en) Dimitri Mihalas, A Distant Summons, Hawk Productions, 1998